# Al-Darbasiyah
Al-Darbasiyah (en árabe: الدرباسية‎, en kurdo: Dirbêsiyê, en siríaco clásico: ܕܪܒܐܣܝܐ) es una localidad de la gobernación de Hasaka, en Siria, sobre la frontera con Turquía, limitando del lado turco el poblado de Şenyurt. Es el centro administrativo de la nahiyah de su nombre,, que en total tiene 113 localidades que suman una población de 55.614 habitantes. La mayoría de los pobladores son kurdos, pero muchos son árabes y una minoría asirios

## Guerra civil
El 22 de julio de 2012, durante la guerra civil siria, las Unidades de Protección Popular YPG tomaron el control de la localidad Al occidente de Al darbasiyah fue construida desde el 25 de noviembre de 2016 la aldea de Jinwar para mujeres y niños víctimas de la guerra. La aldea fue inaugurada el 25 de noviembre de 2018. El 28 de octubre de 2019 las YPG abandonaron esta localidad y permitieron la entrada del  ejército sirio, como parte del acuerdo para detener la invasión turca.